# El Pi d'Avall
El Pi d'Avall és una masia d'Osor (Selva) inclosa a l'Inventari del Patrimoni Arquitectònic de Catalunya. El mas del Pi d'Avall està ubicat sobre una petita terrassa o plataforma lleugerament elevada que permet albirar una gran extensió de terreny.

## Descripció
La masia es troba estructurada clarament en dues parts ben diferenciades: per una banda tenim la part més antiga, ubicada a l'esquerra, la qual consta de dues plantes i coberta amb una teulada a dues aigües de vessants a façana. La planta baixa consta de dues obertures, com són el portal d'accés i una petita finestra. En el primer pis trobem tres obertures a destacar especialment, la finestra gòtica d'arc conopial, amb unes cares molt interessants acompanyades amb uns petits motius circulars, esculpides en baix relleu en les impostes. A part d'aquesta finestra gòtica, la resta són totalment irrellevants, ja que no han experimentat cap treball a destacar.
La part més nova la trobem ubicada a l'extrem dret. Es tracta de l'habitatge principal actual en forma de torre, que consta de dues plantes i coberta a quatre aigües. L'entrada a aquest habitatge es practica mitjançant el portal adovellat d'arc de mig punt amb unes dovelles de pedra de mida mitjana. La resta d'obertures són totalment irrellevants, ja que no acumulen cap treball interessant.

## Història
El mas del Pi es troba documentat l'any 993, i formava part d'un alou venut a un prevere anomenat Sanç pels comptes de Barcelona, Ramon Borrell i Ermessenda, i que fou adquirit de bell nou l'any 1068 pels comptes, que llavors eren Ramon Berenguer i Almodis. L'any 1316 ja s'havia subdividit en dues propietats: el Pi d'Amunt i el Pi d'Avall.